# جرالد فینک
جرالد فینک (انگلیسی: Gerald Fink؛ زادهٔ july ۱, ۱۹۴۰ (۸۴ سال)) دانشمند اهل ایالات متحده آمریکا است. او استاد دانشگاه MIT است.
وی همچنین برندهٔ جوایزی همچون کمک‌هزینه گوگنهایم شده‌است.